# Нариманов (Ростовская область)
Нариманов — хутор в Зимовниковском районе Ростовской области.
Входит в состав Ленинского сельского поселения.
Население - 161 (2010)

## География
Хутор расположен в пределах северной покатости Сальско-Манычской гряды, являющейся субширотным продолжением Ергенинской возвышенности, относящейся к Восточно-Европейской равнине, на левом берегу реки Малая Куберле, на высоте 61 м над уровнем моря. Рельеф местности равнинный, полого-увалистый. Почвы - тёмно-каштановые.
По автомобильной дороге расстояние до Ростова-на-Дону составляет 280 км, до ближайшего города Волгодонск - 75 км, до районного центра посёлка Зимовники - 14 км.
На хуторе имеется одна улица: Школьная.

## История
Основан татарскими переселенцами в 1920 году. Первоначально назывался Татарский. В 1944 году переименован в честь революционера Нариманова.

## Население
| 2010 |
| ---- |
| 161  |